# Quereño
Quereño (llamada oficialmente San Cristovo de Quereño) es una parroquia y un lugar del municipio español de Rubiana, en la provincia de Orense, Galicia.
Tenía un precioso bosque de pinos, castaños, madroños, alcornoques, encinas, eucaliptos, chopos, alisos, etc. en el que  aves, mamíferos,  reptiles,  insectos...miles de animales se refugiaban. Incendios y la mano humana lo ha destruido, arrasado,  todo eso para convertrlo en un desierto. Eso es lo que se puede ver desde este pequeño pueblo. 

## Toponimia
La parroquia también es conocida por el nombre de San Cristóbal de Quereño.

## Geografía
Integrado en la comarca de Valdeorras, se sitúa a 132 kilómetros de la capital de provincia. Quereño consta con una carretera principal llamada Calle de La Estación que recorre todo el pueblo de inicio a fin, como carreteras secundarias tenemos la Calle del Quintairo, la calle de la Currelada, la calle Fonte do Olmo, la calle de la Tejera, la Calle de las Cortiñas, la calle del Regueiro, el barrio San Diego y el poblado de Endesa; las dos primeras conforman el casco histórico del pueblo y sus inicios. Quereño se encuentra en la confluencia del río Sil que separa al pueblo del Puente de Domingo Flórez y por tanto, delimita el pueblo de la provincia de León.
El relieve del pueblo presenta dos partes diferenciadas. Mayoritariamente el relieve de los alrededores es llano ya que al norte delimita con el pueblo de Sobredo que cuenta con aproximadamente la misma altitud que Quereño, al sur y al este delimita con el pueblo de Puente de Domingo Flórez que también tiene una altura similar(376 metros) mientras que al oeste delimita con el pueblo de Villar de Geos que cuenta con una altura bastante mayor, de 500 metros aproximadamente.La aldea se alza a 350 metros sobre el nivel del mar.
Está rodeado por los siguientes pueblos:
| Noroeste: Villar de Geos | Norte: Sobredo                | Noreste: Salas de la Ribera       |
| Oeste: Nogueiras         |                               | Este: Puente de Domingo Flórez    |
| Suroeste San Justo       | Sur: Puente de Domingo Flórez | Sureste: Puente de Domingo Flórez |

### Hidrografía
Quereño está bañado por el río Sil y cuenta con un total de 7 fuentes de las que 2 son potables y solamente 1 tiene agua clorada. Las fuentes se localizan en la calle del Quintairo, en la calle de la Currelada, en la calle Fuente del Olmo, en la calle de la Estación y en la calle de las Cortiñas. Las fuentes potables son las de la calle Fuente del Olmo y tienen bastante fama ya que gente de alrededores que vienen de paseo o en coche toman agua en el paso o directamente llevan botellas y garrafas y toman agua para varios días, el resto de fuentes se usa para el regadío con lo que el sector hidrográfico de Quereño es bastante rico. El pueblo de Quereño también regula el caudal del agua gracias al canal o embalse del que dispone, donde sobre todo en épocas de lluvia torrencial es ideal para almacenar una enorme cantidad de agua y en épocas de pesca también se puede ir a pescar.

### Clima
Quereño tiene un clima mediterráneo continental subhúmedo que se da en las zonas o regiones consideradas de transición entre el clima mediterráneo continental y el clima oceánico o de montaña, contando con precipitaciones relativamente abundantes, aunque con la sequía estival característica del clima mediterráneo y adquiriendo en las regiones interiores la helada mucha importancia durante el invierno. La helada es un fenómeno relativamente frecuente en invierno y se suele registrar entre diciembre y marzo. Los inviernos son fríos y largos siendo normales temperaturas de -5 °C, por otro lado el verano es corto y cálido con temperaturas que fácilmente superan los 35 °C.

## Historia

Fotografía de gente cruzando de Quereño hacia el Puente de Domingo Flórez en los años 20

Fotografía de la pasarela de Quereño aproximadamente de los años 40

Poblado de Quereño durante la década de 1960

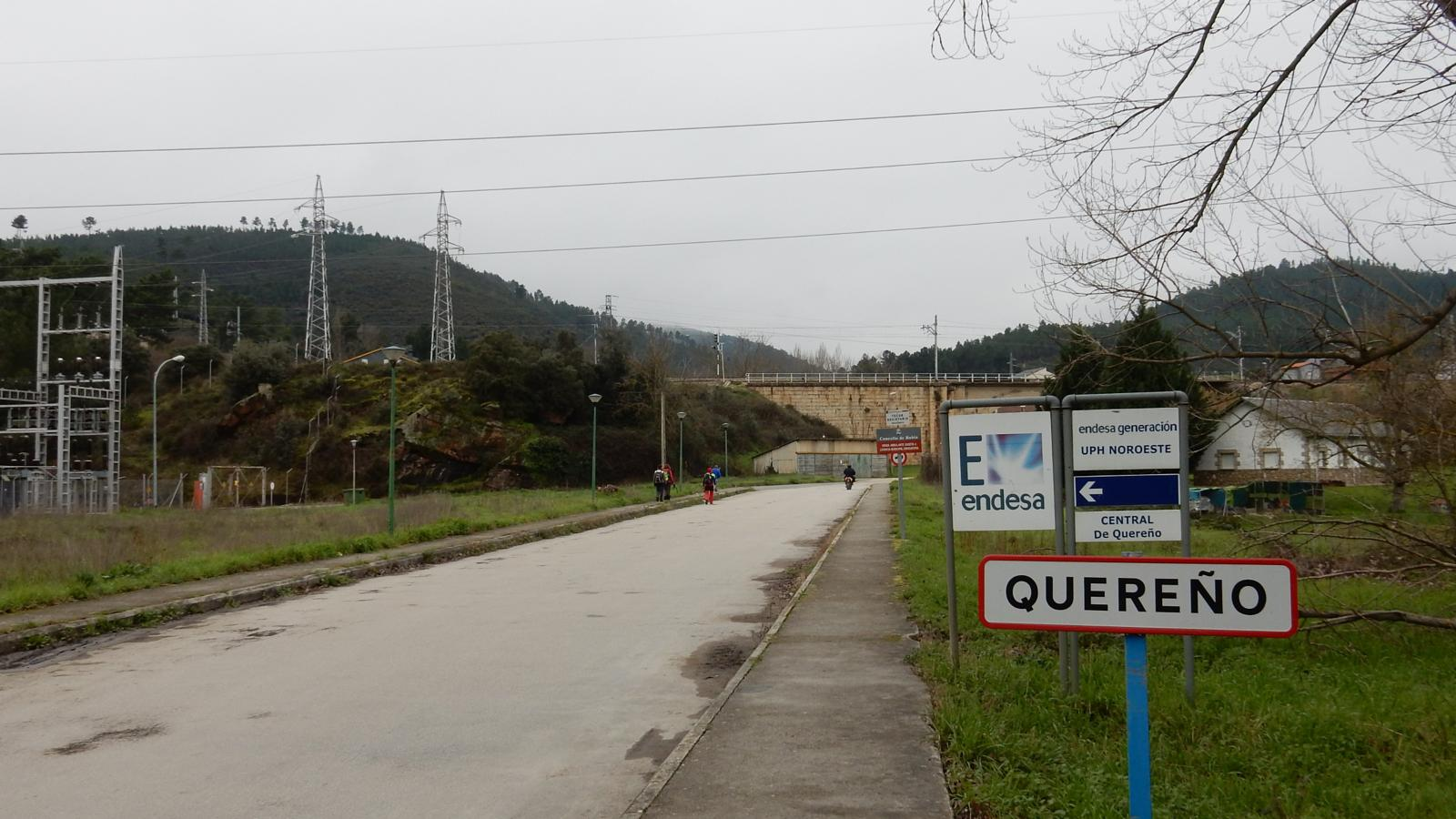
Entrada al lugar de Quereño

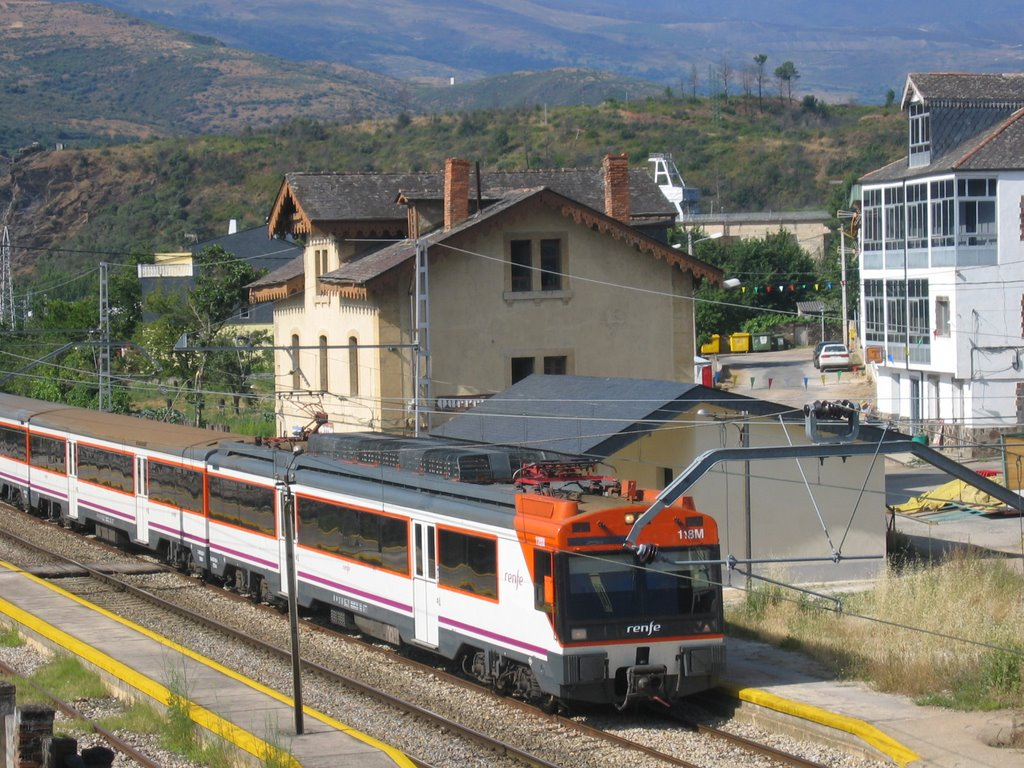
Estación de Quereño en los años 2000

Existe documentación de población desde el año 1723 con lo que podemos asegurar que a mediados y finales del siglo XVII ya existía el lugar de Quereño, en cuanto a escritos, Quereño también es mencionado en el Diccionario Geográfico-Estadístico-Histórico, libro de Pascual Madoz escrito entre los años 1840 y 1850 donde dice: 

Quereño (San Cristóbal De), Feligresía S. de España en Galicia, provincia de Orense, obispado de Astorga, jurisdicción de Valdeorras. J.O., 32 vecinos, 160 habitantes, 1 parroquia aneja de la de Salas, Situada en la ribera del Sil, á 16 leg.N.E. de la capital, cuyo río trae algún oro en las arenas. Produce castañas, centeno, vino y aceite(V.Valdeorras,jurisdicción). Contr 1024 rs 21 mr.

 La casa más antigua que existe en la actualidad en Quereño data del año 1850. 
El 1 de septiembre del año 1883 el rey Alfonso XII llegaba de la línea de ferrocarril Madrid-La Coruña y a su paso inauguró la mítica Estación de Quereño, edificio muy simbólico y característico del pueblo, era la primera estación de tren de Galicia y allí esperando la llegada del rey se encontraban gaiteiros, grupos de baile, muiñeiras y flores. Siguiendo la línea cronológica del tiempo, en el año 1885 se produjo un control riguroso sobre la población debido a la epidemia del cólera que existía en España, en Galicia y por consiguiente también en Quereño que se convirtió en un punto de desinfección para todas las personas que llegaban en tren a la parada, podemos apreciar en el poema del 13 de septiembre de 1885 de Antón Ferreiro titulado “Dendesde Quereño” Carta d´un segador á súa muller donde dice: <<Maripepa d’a miña alma, ainda as maus á boca levo da gomitona que tiven nantronte no lazareto. Maxínate Maripepa, qu’en canto entrei en Quereño y aínda no wagon estábamos com’as sardinas nun cesto, un fato de zuruxanos, de praticantes e médicos, botáronse á nós de súpeto, leváronnos a un pendello onde facía un calor abafante dos infernos que por pouco alí nos cocen o mesmo que un pan centeo.>> donde el segador le dice a su mujer como bajaban en la estación de Quereño y los fumigaban. Antes de llegar al siglo XX cabe destacar que en el año 1892 se inaugura en San Pedro de Trones la primera cantera de pizarra y por ello el inicio de la época de la pizarra, época en que a lo largo de todo el siglo XX dará puestos de trabajo y un auge enorme a la gente de Quereño y alrededores.
Entrando ya en el siglo XX, en la década de 1920 muchos hombres de Quereño partieron a luchar a la guerra de África que en el momento se producía, con ello muchos no regresaron y los que lo hicieron volvieron pobres y tuvieron que seguir trabajando míseramente con ganado, en el año 1930 ocurre un acontecimiento importante y es que se empieza a construir la famosa pasarela de Quereño, un paso que reemplazaba las balsas que antes se usaban para cruzar el río y conectaba Quereño con el Puente de Domingo Flórez, también era conocida como la pasarela de Ramiro, en el año 1931 ya se podía pasar de un lado a otro pero no fue hasta el año 1935 que ganó el permiso oficial de utilización, es decir, se tardaron 4 años en tramitar las autorizaciones para poder ponerla en uso. El proyecto fue de Don José Olide, participaron Jacob Joelch, obrero alemán que trabajaba en la cementera de Toral de los Vados, Ricardo Toirán, maestro cantero de Villar de Silva y Primitivo González que era el ayudante. Tuvo un coste de 4950 pesetas, una vez puesta en uso, tenía un coste de 1 peseta, el equivalente a 20 céntimos actuales. La pasarela estuvo en uso hasta el año 1974 donde se construyó el puente que a día de hoy sigue en funcionamiento conectando por fin Quereño con el Puente de Domingo Flórez.
En cuanto a los niños no iban a la escuela ya que tenían que dedicar prácticamente todo el tiempo a ir con el ganado al monte, un dato peculiar que aconteció en el lugar de Quereño fue que desde el día 23 de julio al día 30 de julio del año 1932 Alejandro Rodríguez, inspector de Primera Enseñanza de Madrid; Salvador Ferrer, José Ruiz Galán, inspector de Primera Enseñanza de la provincia, y Gonzalo Menéndez Pidal, licenciado en Letras hicieron una visita inesperada a Quereño ordenados por el gobierno de la II República para llevar la cultura y alfabetizar a los pueblos enseñándoles el cinematógrafo, el gramófono, etc. Con la llegada de la Guerra Civil el transporte de pizarra que en bueyes se producía quedó paralizada y volvió a haber mucha pobreza y posteriormente muchas persecuciones y exilios al monte, esta situación tardó décadas en acabar, más o menos hasta la década de 1950.
Durante la dictadura, Quereño tuvo un proceso de industrialización ya que el gobierno de Franco ordenó la construcción del Canal de Quereño, esto dio puestos de trabajo y muchos trabajadores que venían de todos lugares de Galicia y España se quedaron con lo que la población aumentó también notablemente. También se construyó una central hidroeléctrica que iba a ser inaugurada por el propio Franco el día 15 de septiembre del año 1961, los vecinos de Quereño construyeron unas escaleras pensadas para que cuando Franco bajase del tren bajase por las escaleras y procediera a la inauguración de la central pero esto nunca pasó ya que Franco nunca llegó a inaugurarla debido a algún contratiempo. La construcción de dicha central ocasionó un gran aumento de población y con ello se creó también el poblado de Quereño que eran unas viviendas a disponibilidad de los trabajadores de la central hidroeléctrica.
Entrando ya en lo que viene siendo la actualidad durante finales del siglo XX y el siglo XXI cabe mencionar el chiringuito del río que durante el verano hacía que Quereño se convirtiera en centro de vacaciones y también la creación de la casa de la cultura aproximadamente por el año 1990.

## Geografía humana

### Organización territorial
La parroquia está formada por tres entidades de población:
- Quereño
- Sobredo[10]
- Villardexeos (Vilar de Xeos)

### Demografía

#### Parroquia
| Gráfica de evolución demográfica de Quereño (parroquia) entre 2000 y 2023 |
|                                                                           |
| Datos según el nomenclátor publicado por el INE.                          |

#### Lugar
| Gráfica de evolución demográfica de Quereño (lugar) entre 2000 y 2023 |
|                                                                       |
| Datos según el nomenclátor publicado por el INE.                      |

### Barrios y calles
Calle de La Estación
Es la calle principal y de ella cabe destacar la estación de tren que le da su nombre, el bar de Lucita, la casa de la cultura y el parque más conocido como la pista.
Calle del Quintairo
Esta calle es una de las que dieron inicio a Quereño y por lo tanto, una de las más antiguas, en ella se encuentra la ya mencionada casa de 172 años, por la calle del Quintairo pasa el Camino de Santiago con lo que todos los días está muy frecuentada.
Calle de la Currelada
Junto con la calle del Quintairo es la arteria principal de Quereño, en esta calle se empezó a construir el pueblo y tiene mucho prestigio ya que todavía conserva casas de muchos años atrás.
Calle de las Cortiñas
Esta calle dispone de un paso que conecta con la calle de la Currelada y a su vez con la calle de la Estación llamada <<El Bodego>>, también es donde se encuentra la Iglesia de San Cristóbal de Quereño.
Calle de la Tejera
Se encuentra en la dirección del pueblo de Sobredo y antiguamente era la zona más industrializada de Quereño, la ruta Puente de Domingo Flórez-Sobredo es también muy concurrida en verano.
Calle Fuente del Olmo
Es una calle que dispone de una fuente de agua potable muy concurrida por gente de los alrededores. Antiguamente existía un lavadero donde la gente iba a lavar su ropa en comunidad y a mano. También pasa el Camino de Santiago ya que conecta a su vez con la calle del Quintairo y en el final de esta calle se puede acceder a un mirador que da vistas a todo el pueblo de Quereño además de a un gran lago y a toda la comarca.
Calle del Regueiro
Es una calle que se encuentra más apartada del núcleo del pueblo pero muy bonita ya que consta de un arco ferroviario donde pasa el tren, tiene un taller de reparación de automóviles llamado Talleres Dupont y es la entrada principal del pueblo junto con la calle de La Estación.
Barrio San Diego
Con la construcción de la estación, este barrio quedó un poco aislado ya que Quereño se dividió en dos pero es un barrio muy frecuentado ya que pasando por él llegas al río de Quereño y mucha gente suele ir de paseo por este barrio o a hacer actividades de ocio como acampada, pesca, etc.
Poblado de Quereño
Conecta con el barrio San Diego y dispone de un gran parque donde poder jugar al fútbol o donde ir a andar, antiguamente se hacían partidos de fútbol entre solteros y casados y fue de las zonas más pobladas de Quereño.

### Transporte y Comunicaciones
Para las personas que no disponen de vehículo propio existe la posibilidad de tomar el tren o de ir andando hacia el Puente de Domingo Flórez y tomar el autobús ya sea Ponferrada/El Barco o El Barco/Ponferrada. En caso urgente también hay disponibilidad de solicitar un taxi ya que en el Puente de Domingo Flórez hay 2 en servicio.
Quereño pese a pertenecer a la comunidad autónoma de Galicia tiene prefijo telefónico de León (987), ocurre igualmente con la sanidad, se podría ir al Puente de Domingo Flórez ya que Rubiana queda bastante a desmano.

## Administración y política
Actualmente, la Corporación Municipal de Rubiana está integrada por 5 concejales, según lo dispuesto en la Ley del Régimen Electoral General,52 que establece el número de concejales elegibles en función de la población del municipio.
Desde el año 1979 hasta el año 2007 gobernó el Partido Socialista Obrero Español (P.S.O.E.) y posteriormente desde el año 2007 hasta la actualidad el Partido Popular (P.P.)

### Alcaldía
Hasta la fecha, todos los alcaldes del lugar de Quereño han pertenecido al Partido Popular (P.P.) y el Partido Socialista Obrero Español (P.S.O.E.).
| Periodo   | Nombre                  | Partido             |
| --------- | ----------------------- | ------------------- |
| 1979-1983 | Santiago Rivas Ramos    | P.S. de G.-P.S.O.E. |
| 1983-1987 | Santiago Rivas Ramos    | P.S. de G.-P.S.O.E. |
| 1987-1991 | Agustín Blanco González | P.S. de G.-P.S.O.E. |
| 1991-1995 | Vicente Gómez Voces     | P.S. de G.-P.S.O.E. |
| 1995-1999 | Vicente Gómez Voces     | P.S. de G.-P.S.O.E. |
| 1999-2003 | Vicente Gómez Voces     | P.S. de G.-P.S.O.E. |
| 2003-2007 | Vicente Gómez Voces     | P.S. de G.-P.S.O.E. |
| 2007-2011 | Paulino Gómez Fernández | P.P. de G.          |
| 2011-2015 | Paulino Gómez Fernández | P.P. de G.          |
| 2015-2019 | Paulino Gómez Fernández | P.P. de G.          |
| 2019-2023 | Paulino Gómez Fernández | P.P. de G.          |

## Cultura
Lenguas

San Cristobal patrón de Quereño

San Sebastián patrón de Quereño

En el pueblo de Quereño se habla tanto castellano como gallego, debido a ser un pueblo fronterizo últimamente ha sufrido un gran proceso de castellanización.
Fiestas y eventos
En Quereño se celebra fiesta en honor a San Cristóbal el día 10 de julio que se celebra a la vez junto con La Milagrosa, también se celebra fiesta en honor a San Sebastián el día 20 de enero.
Como eventos cabe destacar los Carnavales en el mes de febrero o marzo, el Magosto en el mes de noviembre, también se hace un evento deportivo consistente en rutas de bicicletas de montaña llamado Tres Lunas Race durante el verano y finalmente se hacen además rutas de vinotapeo durante el mes de julio.

## Patrimonio

### La Estación
La estación fue abierta al tráfico el 4 de septiembre de 1883 con la puesta en marcha del tramo Oural-Toral de los Vados de la línea que pretendía unir Palencia con La Coruña. Las obras corrieron a cargo de la Compañía de los Ferrocarriles de Asturias, Galicia y León o AGL creada para continuar con los proyectos iniciados por la Compañía del Ferrocarril del Noroeste de España y gestionar sus líneas. En 1885, la mala situación financiera de AGL tuvo como consecuencia su absorción por parte de Norte. En 1941, la nacionalización del ferrocarril en España supuso la desaparición de esta última y su integración en la recién creada RENFE. 
Desde el 31 de diciembre de 2004 Renfe Operadora explota la línea mientras que Adif es la titular de las instalaciones ferroviarias.
Dispone de una edificio para viajeros de base rectangular y tres plantas con disposición lateral a las vías. Cuenta con tres vías y dos andenes, uno lateral y otro central. Ninguno de ellos está cubierto. Los cambios de andén se realizan a nivel.
Los servicios de Media Distancia de Renfe que tienen parada en la estación tienen como principales destinos las ciudades de Ponferrada, León y Vigo. Existen dos servicios diarios por sentido, que circulan en la franja de mañana y de tarde. Una de estas relaciones permite enlazar en León con trenes de alta velocidad y alcanzar otros destinos como Valladolid o Madrid